# 밀란 쿠찬
밀란 쿠찬(슬로베니아어: Milan Kučan, 1941년 1월 14일 ~ )은 슬로베니아의 정치인으로, 1991년부터 2002년까지 슬로베니아의 초대 대통령을 지냈다.